# فرانس تایسن
فرانس تایسن (هلندی: Frans Thijssen؛ زادهٔ ۲۳ ژانویهٔ ۱۹۵۲) مربی فوتبال اهل هلند است.

## باشگاهی
از باشگاه‌هایی که در آن بازی کرده‌است می‌توان به ایپسویچ تاون، ناتینگهام فارست، فورتونا سیتارد، ویتس‌آرنهم، ان. ئی. سی، توئنته، خرونینگن، و باشگاه فوتبال ونکوور وایتکپس اشاره کرد.

## تیم ملی
وی همچنین در تیم ملی فوتبال تیم ملی فوتبال هلند بازی کرده است.